# Jan Ladecký
Jan Ladecký (pseudonymy Bohumil Kuthan, Bedřich Mareš, 13. května 1861 Praha – 20. července 1907 tamtéž) byl český novinář, divadelní kritik, dramatik, divadelník, spisovatel a překladatel, původní profesí pak učitel. Spolkově byl činný především v oblasti ochotnického divadla, účastníkem pražského ochotnického života a pozdějším předsedou Ústřední matice divadelních ochotníků českoslovanských (ÚMDOČ), prvního spolku sdružujícího soubory amatérského divadla v Čechách.

## Život
Narodil se v Praze. Vychodil zde obecnou školu, následně pak absolvoval reálku v Ječné ulici a poté učitelský ústav. Jako učitel působil od roku 1880 v Nadějkově u Sedlčan a od roku 1884 v Prachaticích, roku 1887 pak učitelství opustil, vrátil se do Prahy a nadále se věnoval žurnalistické a literární práci.
Dlouhodobě působil v komunitě ochotnického divadla. Vstoupil do Ústřední matice divadelních ochotníků českoslovanských, organizace transformované A. K. Novým a Josefem Václavem Fričem ze spolku Matice divadelní, která si kladla ambici sdružovat četné spolky ochotnického divadla. Prvním předsedou se stal A. K. Nový.
Rovněž se úspěšně věnoval psaní kratších i celovečerních divadelních her, menšího ohlasu se mu pak dostalo s prozaickou tvorbou. Připravoval také kánony her vhodné pro ochotnická zpracování, např. Naše furianty Ladislava Stroupežnického či Gogolova Revizora. Věnoval se také překladům divadelních her do češtiny. V letech 1895 až 1905 zastával funkci předsedy ÚMDOČ. V letech 1897 až 1900 vydával a redigoval divadelní časopis ÚMDOČ Česká Thálie, později pak krátce periodikum Meziaktí.
Přispíval do Ottova slovníku naučného pod značkou JLý. Je autorem nebo spoluautorem několika hesel, týkajících se divadelních osobností.

### Úmrtí
Jan Ladecký zemřel 20. července 1907 v Praze ve věku 46 let po delší nemoci. Pohřben byl 24. července toho roku v samostatném hrobě na Olšanských hřbitovech.
Na jeho počest pak nesl jeho jméno vyšehradský ochotnický spolek.

## Dílo
- Bez lásky (drama, 1899)
- Dva světy (drama, 1897)
- Na tichém venkově (próza, 1912)

### Redakce
- Příspěvky k dějinám českého divadla (1895)